# 세버 판 아스
세베리아노 보리스 판 아스(네덜란드어: Severiano Boris van Ass, 1992년 4월 10일~)는 네덜란드의 전직 필드하키 선수로 포지션은 공격수와 미드필더이다. 2011년부터 2024년까지 네덜란드 필드하키 대표팀 선수로 활동하면서 2024년 하계 올림픽에서 금메달을 획득했다.

## 개인사
아버지인 파울 판 아스도 네덜란드 필드하키 국가대표 선수로 활동했으며 필드하키 감독으로 활동하고 있다.